# گودو ویسکونتی
گودو ویسکونتی (به ایتالیایی: Gudo Visconti) یک کومونه در ایتالیا است که در استان میلان واقع شده‌است.

## خصوصیات
گودو ویسکونتی ۶٫۰ کیلومترمربع مساحت و ۱٬۳۰۹ نفر جمعیت دارد و ۱۱۶ متر بالاتر از سطح دریا واقع شده‌است.